# Perscheloribates monodactylus
Perscheloribates monodactylus är en kvalsterart som först beskrevs av Morell 1987.  Perscheloribates monodactylus ingår i släktet Perscheloribates och familjen Scheloribatidae. Inga underarter finns listade i Catalogue of Life.